# Еритроміцин
Еритроміцин — антибіотик з групи макролідів для перорального, парентерального та місцевого застосування. Він є природним 14-членним макролідним антибіотиком і першим представником класу макролідів. Вироблення препарату передбачає використання продуктів життєдіяльності Streptomyces erythreus. Еритроміцин уперше отриманий у 1952 році із грибка Streptomyces erythreus, із зразків ґрунту із філіппінської провінції Ілоіло у лабораторії американської компанії «Eli Lilly».

## Фармакологічні властивості
Еритроміцин — антибіотик, що діє бактеріостатично, порушуючи синтез білка в бактеріальних клітинах. Препарат має широкий спектр антибактеріальної дії. До препарату чутливі наступні збудники : стафілококи, стрептококи, лістерії, легіонелли, Bordetella pertussis, Corynebacterium diphtheriae, Haemophilus influenzae, нейсерії, мікоплазми, хламідії, рикетсії, Entaemoeba hystolitica, бліда спірохета. Нечутливими до еритроміцину є Escherichia coli, шиґелли, сальмонелли, туберкульозна паличка. Деякі бактерії, такі як Pseudomonas spp., Acinetobacter spp. мають спадкову нечутливість до еритроміцину. Еритроміцин — перший антибіотик із групи макролідів, клінічне використання якого розпочалось у 1952 році.

### Фармакодинаміка
Після прийому препарату всередину максимальна концентрація в крові досягається протягом 2 годин, після внутрішньовенного введення — через 20 хвилин. Біодоступність еритроміцину залежить від індивідуальних особливостей організму і прийому їжі, і становить 30-65 %, при внутрішньовенному введенні біодоступність препарату складає 100 %. Високі концентрації препарату створюються в більшості тканин і рідин організму; у тому числі у плевральній, перитонеальній, синовіальній рідині, простаті, середньому вусі. Еритроміцин добре проникає всередину клітин, створюючи високі концентрації у клітинах. Препарат проникає через плацентарний бар'єр і в грудне молоко, погано проникає через гематоенцефалічний бар'єр. Метаболізується еритроміцин в печінці. Період напіввиведення препарату становить 1,4-2 години. Виводиться з організму еритроміцин переважно з жовчю, тільки 2-5 % препарату виводиться з сечею в незміненому вигляді, при внутрішньовенному застосуванні із сечею виводиться 12—15 % препарату.

## Показання до застосування
Еритроміцин застосовують при інфекціях, викликаних чутливими до нього мікроорганізмами, а саме: інфекції дихальних шляхів (пневмонії, бронхоектатична хвороба); отити; бешиха; трахома; остеомієліт; коклюш; бруцельоз; дифтерія; скарлатина; при гонореї і сифілісі — у випадку непереносимості пеніциліну.

## Побічна дія
При застосуванні еритроміцину можливі наступні побічні ефекти:
- Алергічні реакції — часто (1—10 %) висипання на шкірі, кропив'янка, свербіж шкіри, еозинофілія; дуже рідко (менше 0,01 %) синдром Стівенса-Джонсона, синдром Лаєлла, анафілактичний шок.
- З боку травної системи — часто (1—10 %) нудота, блювота, діарея, кандидоз ротової порожнини; рідко (0,01—0,1 %) псевдомембранозний коліт, холестатичний гепатит, підвищення рівня білірубіну і активності трансаміназ в сироватці крові, панкреатит.
- з боку нервової системи — рідко (0,01—0,1 %) галюцинації, судоми, запаморочення, оборотне зниження або втрата слуху, шум у вухах.
- з боку серцево-судинної системи — рідко (0,01—0,1 %) подовження інтервалу QT на ЕКГ, аритмії.

При застосуванні ін'єкційного еритроміцину, особливо тих форм, що містять бензол, часто спостерігався розвиток у дітей фатального гаспінг-синдрому з важкими порушеннями дихання.

## Протипокази
Протипоказами до застосування еритроміцину є підвищена чутливість до макролідів; важка печінкова недостатність; годування грудьми; одночасне застосування з терфенадином, астемізолом, цизапридом, ерготаміном, моксифлоксацином. З обережністю призначають разом з дигоксином і теофіліном, тому що еритроміцин підвищує концентацію даних препаратів у крові.

## Форми випуску
Еритроміцин випускається у вигляді порошку для ін'єкцій в флаконах по 0,05; 0,1 і 0,2 г; таблеток по 0,1; 0,125; 0,2; 0,25; 0,33; 0,5 г; 2,5 % і 5 % суспензії для прийому всередину; порошку для приготування 2,5 %, 4 %, 5 % і 8 % суспензії для прийому всередину; суппозиторіїв ректальних для дітей по 0,05 и 0,1 г; 2 % и 4 % розчину для зовнішнього застосування у флаконах по 30 и 100 мл; а також мазі для зовнішнього застосування по 10000 од/г по 3, 7, 10, 15, 25, 30, 40 і 50 г. Еритроміцин разом із гвайфенезином входить до складу комбінованого препарату «Макротусин». Еритроміцин входить до складу комбінованого препарату «Зинерит». У Великій Британії еритроміцин випускається у вигляді комбінованого препарату разом із третиноїном у вигляді крему для зовнішнього застосування.

## Застосування у ветеринарії
Еритроміцин застосовується у ветеринарії при хворобах органів дихання, жовчевих шляхів, сечостатевої системи, раневих інфекціях, сепсисі, бешисі свиней, пастерельозі у свиней, овець, корів, кроликів, собак, курок.